# Battaglia di Oldendorf
La battaglia di Hessisch-Oldendorf si svolse l'8 luglio 1633 e fu combattuta tra la Svezia e il Sacro Romano Impero, nel contesto della Guerra dei trent'anni. Essa si risolse in una netta vittoria svedese.

## Antefatti
Nella campagna del 1633 al comando delle forze protestanti rimaneva in Vestfalia il solo duca Giorgio di Brunswick Lüneburg. Il duca persuase il cancelliere Axel Oxenstierna a rinforzare la propria debole armata. Il cancelliere formò quindi un'armata reale con elementi veterani provenienti dalla battaglia di Lützen al comando di Dodo Kniphausen. Questi soldati, uniti al contingente già operativo dell'Assia, fornirono al duca Giorgio un esercito di 20 000 elementi. Al contrario, l'uscita di scena del Pappenheim aveva reso la posizione cattolica nella regione assai precaria, con le poche forze rimanenti disponibili sotto il comando del generale Bonninghausen.
Questa favorevole situazione spinse l'imprudente duca Giorgio di Brunswick Lüneburg ad una decisa mossa offensiva, chiudendo ai primi di marzo i propri quartieri invernali e puntando direttamente verso la fortezza di Hameln difesa dal generale Gronsfeld. Hameln era una cittadina dotata di antiche fortificazioni medievali, cui i 2000 difensori avevano aggiunto alcune efficaci opere di trincea come moderni rivellini, piazzole d'artiglieria e altri lavori di fortificazioni. Apparve subito evidente agli attaccanti protestanti che la cittadina non poteva venire occupata senza un normale assedio, che per la verità si prolungò più del previsto, e che vide i cavalieri svedesi “marcire” per settimane nelle scomode trincee di approccio.
La difesa di Hameln tenne impiegato l'esercito protestante per diversi mesi dell'anno; i comandanti cattolici tentarono quindi di reagire approfittando della situazione, convergendo nella città di Minden ai primi di luglio. Bonninghausen, Gronsfeld e il generale Merode, che recentemente aveva reclutato un nuovo corpo imperiale nelle Fiandre, decisero di approntare un'armata con l'intenzione di investire gli assedianti di Hameln. Mentre questo nuovo esercito raggiunse la riva del Weser, il duca Giorgio gli si fece contro assumendo una posizione difensiva presso la cittadina di Oldendorf a circa 20 km a nord-ovest di Hameln, lasciando nelle trincee di approccio un sottile velo di truppe che confondesse i difensori della cittadina.

## Svolgimento della battaglia
L'armata protestante era formata di tre corpi distinti: gli svedesi, i soldati dell'Assia Kassel e i soldati di Lüneburg, per un totale di 14 500 uomini divisi in 7000 fanti, 7500 cavalieri e 37 cannoni. Le forze cattoliche erano invece composte da soldati imperiali, della Lega cattolica e da contingenti spagnoli, più alcune truppe inviate dalla città di Colonia. Al loro comando erano il generale Bonninghausen e Gronsfeld con 10 000 fanti, 4000 cavalieri e 12 cannoni, ad effettivi praticamente uguali a quelli degli avversari con una sostanziale differenza di cavalieri e cannoni.
La battaglia iniziò l'otto luglio alle ore 9.30 con un intenso fuoco d'artiglieria su tutto il fronte, mentre i primi movimenti si ebbero sulla sinistra cattolica dove il generale Merode tentò un attacco diretto contro la cavalleria svedese. L'attacco fu facilmente respinto, mentre sul resto del fronte continuava il cannoneggiamento a chiaro favore delle truppe di Giorgio di Brunswick Lüneburg che disponeva di pezzi d'artiglieria più numerosi oltre che di migliore qualità. Venne quindi ordinato un contrattacco sull'ala sinistra cattolica, che portò all'immediata rottura dalla linea di difesa. Incoraggiato da questo successo, il comandante dell'armata protestante ordinò l'avanzata, che provocò stavolta il collasso dell'ala destra cattolica.
Il generale Merode nel frattempo tentava disperatamente di riordinare i suoi soldati con eroica ostinazione. L'esercito cattolico si ritirò quindi su Minden inseguito dalla cavalleria svedese che riuscì a catturare interi reggimenti nemici. Gli imperiali lamentarono la perdita di più di 3000 uomini fra morti e feriti, 1000 prigionieri, 74 bandiere e 12 cannoni. Per contro i protestanti se la cavarono con meno di 700 perdite. La presenza cattolica in Vestfalia fu definitivamente cancellata dalla vittoria svedese, mentre lo sconfitto Gronsfeld radunò le restanti truppe e guarnigioni ripiegando su Colonia. La responsabilità della sconfitta venne convenientemente attribuita allo scomparso Merode.